# Fernand de Rossius
Fernand Henri de Rossius (Luik, 28 juni 1831 - 29 november 1885) was een Belgisch volksvertegenwoordiger.

## Biografie

### Familie
Fernand de Rossius was een zoon van industrieel Charles de Rossius (1799-1870) en Marie-Jeanne Orban, lid van een belangrijke familie van industriëlen. Zijn grootvader was Henri Orban.
Hij trouwde in 1857 in Luik met Antoinette de Robaulx (1834-1921), dochter van volksvertegenwoordiger Alexandre de Robaulx. Ze kregen twee zoons en een dochter.
- Marguerite de Rossius d'Humain (1858-1938), trouwde in 1884 in Luik met Georges Peltzer (1861-1932), zoon van Guillaume Peltzer, industrieel, gemeenteraadslid van Verviers, provincieraadslid van Luik, volksvertegenwoordiger en senator. Ze kregen twee zoons, met afstammelingen tot heden.
- Charles de Rossius d'Humain (1863-1946), trouwde in 1894 in Trooz met Hortense Dresse (1872-1953), dochter van Armand Dresse, industrieel. Ze kregen twee zoons, met afstammelingen tot heden. In 1896 werd hij erkend in de erfelijke adel en in 1922 baron, overdraagbaar bij eerstgeboorte. In 1903 kreeg hij vergunning om d'Humain aan de familienaam toe te voegen, in herinnering aan een heerlijkheid die vroeger aan de familie toebehoorde.
- Robert de Rossius d'Humain (1873-1944), diplomaat, bleef vrijgezel. Hij verkreeg op dezelfde data als zijn broer adelserkenning en naamwijziging.

### Loopbaan
De Rossius promoveerde tot doctor in de rechten aan de Université de Liège in 1857 en was van dat jaar tot in 1873 advocaat aan de balie van Luik.
In 1862-1863 was hij gemeenteraadslid van Luik en in 1866 werd hij verkozen tot liberaal volksvertegenwoordiger voor het arrondissement Luik. Hij vervulde dit mandaat tot in 1882.
In opvolging van zijn vader was De Rossius ook bestuurder van vennootschappen, onder meer van:
- Mines et usines de Hof-Pilsen Schwarzenberg,
- Aciéries d'Angleur,
- Société linière de Saint-Léonard,
- Société de Saint-Léonard pour la fabrication du fer et de l'acier,
- Société anonyme de Grivegnée.

Hij was ook commissaris van:
- Bleyberg-ès-Montzen,
- Banque de Verviers.